# Erwin Engel
Erwin Engel (Pseudonym: Tobias Ängstlich) (* 17. Juni 1881 in Wien; † 26. Juli 1946 in Shanghai) war ein österreichischer Buchhändler, Verleger, Schauspieler, Kabarettist und Conférencier.

## Buchhändler und Verleger
Erwin Engel absolvierte eine Ausbildung zum Buchhändler. Am 23. April 1912 wurde er Gesellschafter von A. Mejstrik’s Buch-, Kunst- und Musikalienhandel und Antiquariat in Wien 1., Wollzeile 6–8, 1878 gegründet, zusammen mit Leopold Misner, der später durch Max (Mayer) Präger abgelöst wurde. Ab 5. Mai 1920 war Engel Alleininhaber. Am 2. April 1929 trat wieder Max Präger als Gesellschafter ein. Am 1. Juli 1933 trat Engel aus der Gesellschaft aus. A. Mejstrik's Antiquariat wurde 1941 unter Zwang aufgelöst.
Am 16. Juli 1913 wurde Engel mit Misner Gesellschafter der Buchhandlung und des Verlags Richard Löwit in der Rotenturmstraße 22, 1010 Wien. Unter anderem Fritz Löhner-Beda, Miriam Singer und Theodor Reik publizierten in dem Verlag, der außerdem zionistische Schriften herausgab. Misner wurde 1914 durch Präger ersetzt. Engel schied im Februar 1920 aus.
Am 1. August 1919 gründete Engel den Nestroy-Verlag, der nicht handelsgerichtlich protokolliert war und dessen Sitz ebenfalls 1010, Wollzeile 6–8 war. Herausgegeben wurden Humoristika sowie  Hefte mit Vortrags- und Varietéschlagern. Autoren waren Fritz Löhner-Beda, Fritz Grünbaum, Ralph Benatzky, Armin Berg etc. Der Nestroy-Verlag stellte 1926 oder 1927 seinen Betrieb ein.

## Schauspieler und Conférencier
Im Jahr 1901 begann Engel seine Bühnenlaufbahn. Im Wien der 1920er Jahre trat er als Conférencier auf und wurde neben Karl Farkas und Fritz Grünbaum als Star der Szene bezeichnet. So wird er beispielsweise im Programmheft des Konzertcafés Capua in der Woche 7.–13. November 1925 genannt.

## Exil in Shanghai
Aufgrund der Verfolgungen in der Zeit des Nationalsozialismus emigrierte er nach Shanghai, wo er mit dem Ensemble „Die sieben Schauspieler“ auftrat und das dortige Kulturleben mitprägte. Engel starb dort am 26. Juli 1946, nachdem wenige Wochen vorher anlässlich seines 65. Geburtstages noch ein kultureller Ehrenabend veranstaltet worden war.

## Werke
- Robert Weil, Erwin Engel: Wiener Schnitzel, serviert von Homunkulus und Ängstlich. (Hefte 1–3). Pollak, 3. Heft, Wien (ca. 1910), 1. Heft, 2. Aufl. 1912